# Pinus hwangshanensis
Pinus hwangshanensis is een soort uit het geslacht den (Pinus). De soort is vernoemd naar Huangshan, ook wel de Gele Berg genoemd, een bergketen in Anhui waar het typespecimen vandaan komt.
De soort wordt in China gewaardeerd vanwege haar unieke, ruige vorm. Ze is regelmatig afgebeeld in de traditionele Chinese schilderkunst.

## Determinatie
Pinus hwangshanensis is een groenblijvende, boomvormende conifeer die een hoogte bereikt van ± 15–25 m. De boom heeft een zeer brede, afgeplatte kroon van lange, horizontale takken. De grijze bast is dik en bedekt met plaatvormige schors, vergelijkbaar met die van grove den.
De naaldvormige, donkergroene bladeren (naalden) zijn 5–8 cm lang en 0,8–1 mm breed. Ze staan paarsgewijs op de korte loten in een schede van 1 cm lang.

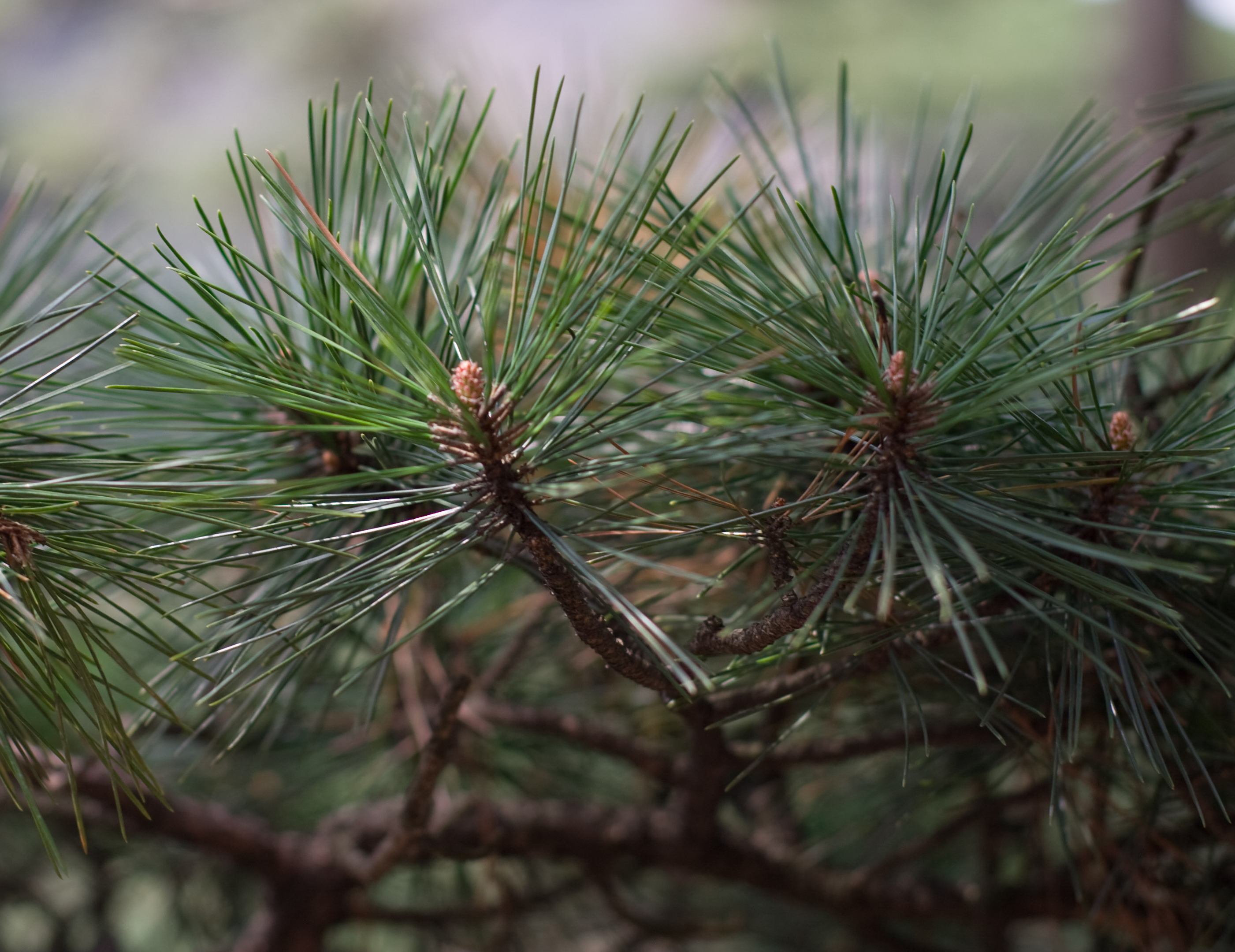
Naalden
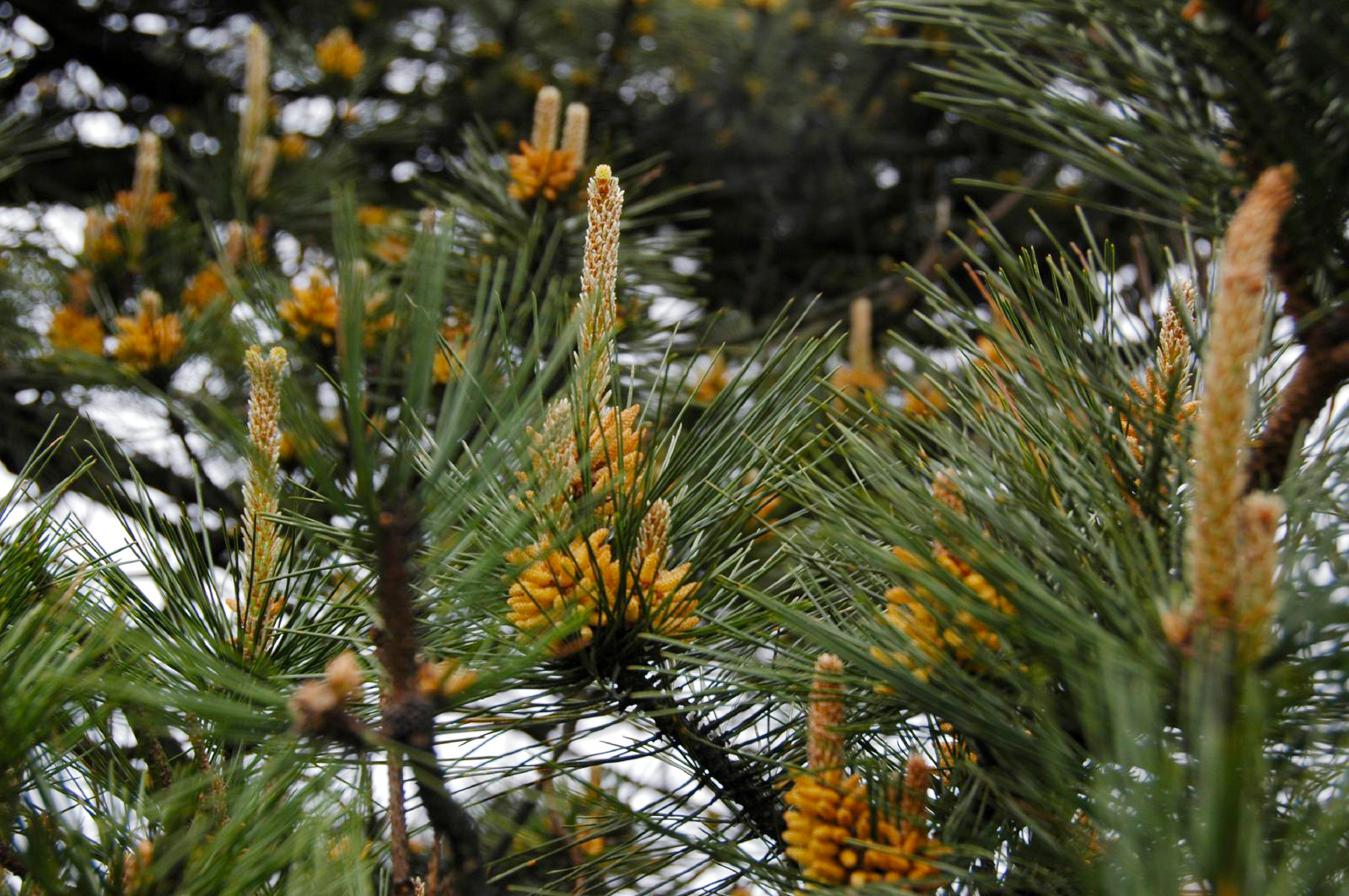
Mannelijke en vrouwelijke bloeiwijzen

De geelbruine kegels rijpen in 18–20 maanden. Ze zijn gedrongen en eivormig en worden 4–6,5 cm lang en 5–7 cm breed. In de late winter openen ze zich en laten dan hun gevleugelde, 5–6 mm lange zaden vrij.
Pinus hwangshanensis is nauw verwant aan Japanse zwarte den (P. thunbergii). De naalden zijn echter smaller, de knoppen zijn bruin in plaats van wit en de kegels breder.

## Ecologie
Pinus hwangshanensis komt vooral voor als chasmofyt die hoofdzakelijk groeit op/tussen goed belichte, rotsachtige substraten met een lage pH. In rotsvegetatie kan zij beeldbepalend zijn. Pinus hwangshanensis komt voor op hoogtes tussen de 500–2500 m boven zeeniveau. De soort wordt bestoven door de wind; dit vindt plaats in het midden van de lente.

## Verspreiding
Het natuurlijke verspreidingsgebied van Pinus hwangshanensis is klein. De soort is endemisch voor de bergen in het oosten van China. De soort komt voor in de provincies Anhui, Fujian, Guizhou, Hubei, Hunan, Jiangxi en Zhejiang.
... · 
P. albicaulis (asgrijze den) · 
P. aristata (stoppelden) · 
P. balfouriana (vossenstaartden) · 
P. brutia (Turkse den) · 
P. canariensis (Canarische den) · 
P. cembra (alpenden) · 
P. contorta (draaiden) · 
P. densiflora (Japanse rode den) · 
P. halepensis (aleppoden) · 
P. heldreichii (Bosnische den) · 
Pinus hwangshanensis · 
P. jeffreyi (jeffreyden) · 
P. koraiensis (Koreaanse den) · 
P. lambertiana (suikerden) · 
P. longaeva (langlevende den) · 
P. monophylla · 
P. monticola (Amerikaanse witte den) · 
P. mugo (bergden) · 
P. muricata (bishopden) · 
P. nigra (zwarte den) · 
P. nigra subsp. laricio (Corsicaanse den)  · 
P. nigra subsp. nigra (Oostenrijkse den) · 
P. palustris (moerasden) · 
P. parviflora (Japanse witte den) · 
P. peuce (Macedonische den) · 
P. pinaster (zeeden) · 
P. pinea (parasolden) · 
P. ponderosa (gele den) · 
P. pumila (Siberische dwergden) · 
P. radiata (montereyden) · 
P. strobus (weymouthden) · 
P. sibirica (Siberische den) · 
P. sylvestris (grove den) · 
P. thunbergii (Japanse zwarte den) · 
P. wallichiana (tranenden) · 
...